# Fetița cu chibrituri (poveste)
Fetița cu chibrituri (în daneză Den Lille Pige med Svovlstikkerne, în traducere „Fetița cu bețe de sulf”, adică chibrituri) este o poveste scurtă a poetului și scriitorului danez Hans Christian Andersen. Basmul, care încapsulează visele și speranța unui copil pe moarte, a fost publicat pentru prima dată în 1845. A fost adaptat în diverse medii, inclusiv în filme de animație, live-action și VR, precum și în musicaluri de televiziune.

## Rezumat

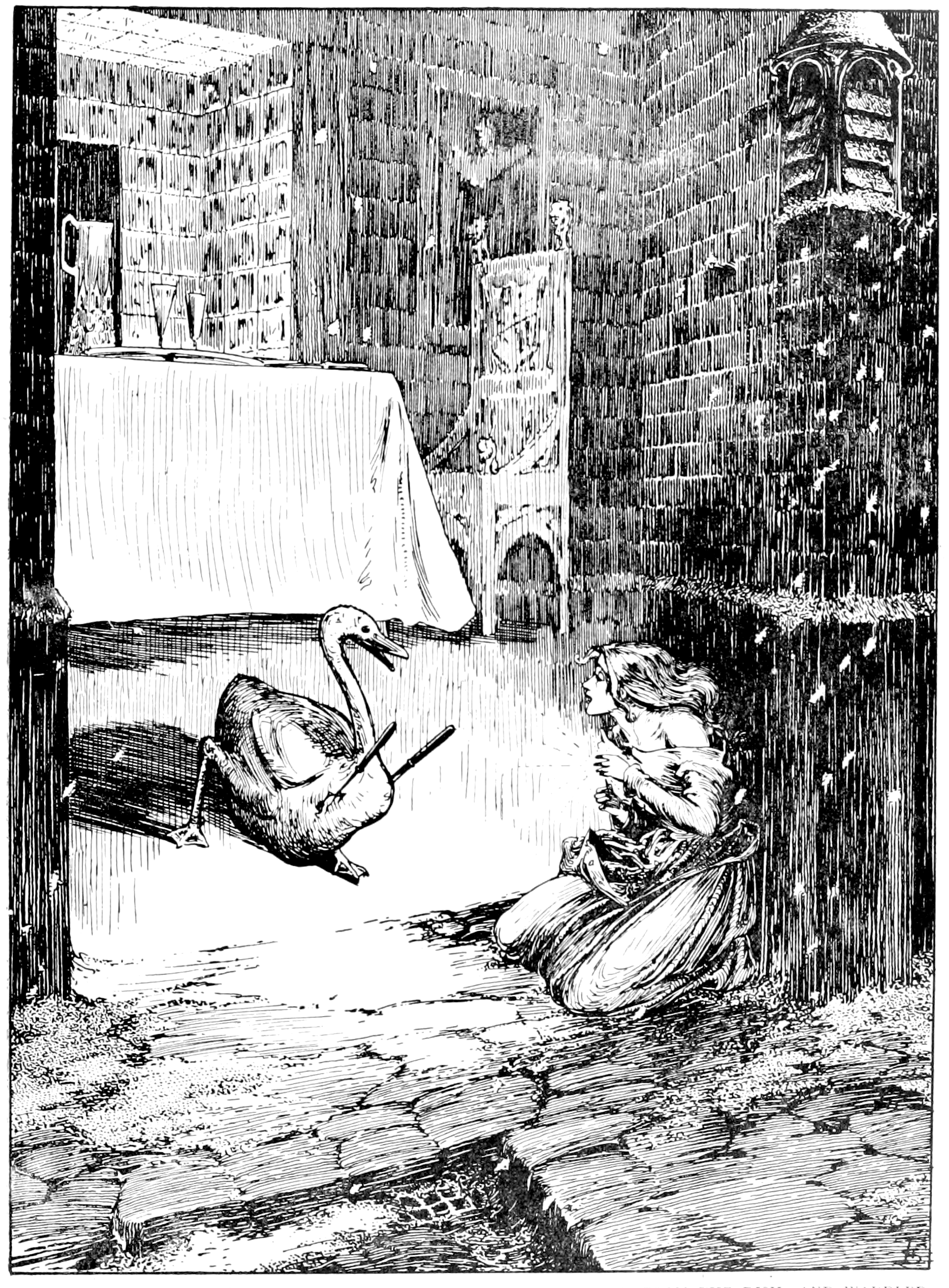
Fetița cu chibrituri, ilustrație din 1899.

În noaptea de Anul Nou, o tânără săracă, tremurândă și desculță, încearcă să vândă chibrituri pe stradă. De teamă să se întoarcă acasă, pentru că tatăl ei ar fi bătut-o pentru că nu a vândut niciun chibrit, se înghesuie pe aleea dintre două case și aprinde chibrituri, unul câte unul, pentru a se încălzi. Cu toate acestea, fata este ignorată de trecători, deoarece nimeni nu cumpără de la ea, lăsând-o să sufere singură în frig.
În flacăra chibriturilor, ea vede o serie de viziuni reconfortante: o sobă caldă de tuci, cu picioarele de alamă, o frumoasă gâscă friptă, umplută cu prune și mere, și un brad de Crăciun, mare și împodobit cu lumânări. Fiecare viziune dispare pe măsură ce chibritul său se stinge. Pe cer vede o stea căzătoare, despre care răposata ei bunică îi spusese că simbolizează plecarea unui suflet spre Rai. În flacăra următorului chibrit o vede pe bunica ei, singura persoană care a tratat-o vreodată cu dragoste și bunătate. Pentru a păstra viziunea bunicii sale cât mai mult timp posibil, fata aprinde întregul mănunchi de chibrituri.
Când chibriturile se termină, fata moare înghețată, iar bunica ei îi poartă sufletul în Rai. În dimineața următoare, trecătorii găsesc trupul fetei cu un zâmbet pe față și își exprimă mila și regretul. Ei nu știu despre viziunile minunate pe care le avusese sau cât de fericită este cu bunica ei în Rai.

## Publicare
„Fetița cu chibrituri” a fost publicată pentru prima dată în decembrie 1845, în Dansk Folkekalender for 1846. Lucrarea a fost republicată ca parte a volumului New Fairy Tales (4 martie 1848), al doilea volum, a doua colecție (Nye Eventyr (1848), Andet Bind, Anden Samling), și din nou la 18 decembrie 1849 ca parte a Fairy Tales (1850; Eventyr). Lucrarea a mai fost publicată și la 30 martie 1863 ca parte din Fairy Tales and Stories (1863), volumul doi (Eventyr og Historier (1863), Andet Bind).

## Adaptări

### Filme live-action
- The Little Match Seller (1902), un scurtmetraj mut regizat de James Williamson
- The Little Match Girl (1914), un film mut cu durata de 9 minute regizat de Percy Nash
- The Little Match Girl (1928), La Petite Marchande d'Allumettes), un film mut de 40 de minute regizat de Jean Renoir
- La Jeune Fille aux Allumettes (1952), versiunea cinematografică a regizorului francez Jean Benoît-Lévy, include o scurtă secvență de dans cu vedeta de balet Janine Charrat.
- Den lille pige med svovlstikkerne (1953), regizorul danez Johan Jacobsen a adaptat povestea lui Andersen într-un scurtmetraj, cu Karin Nellemose, Françoise Rosay și Agnes Thorberg Wieth în rolurile principale. Filmul a concurat pentru premiul pentru scurtmetraj la Festivalul de Film de la Cannes din 1954.[4]
- Fetița cu chibrituri (1967), film românesc cu Anna Széles[5]
- La vendedora de rosas (1998; Little Rose Selling Girl), regizat de Víctor Gaviria, este un film columbian despre copiii fără adăpost victime ale abuzurilor solvabile, bazat în mare măsură pe "Fetița cu chibrituri"; a concurat pentru premiul Palme d'Or la Festivalul de Film de la Cannes din 1998.
- Resurrection of the Little Match Girl (2003) este un film coreean.
- Matchstick Girl (2015), un scurtmetraj de adaptare modernă a cărei acțiune se petrece în Marea Britanie, a fost produs și regizat de Joann Randles.
- Match Shojo (2016), o adaptare japoneză a manga lui Sanami Suzuki, cu Sumire Sato în rolul principal.[6]